# Jama (deidad)

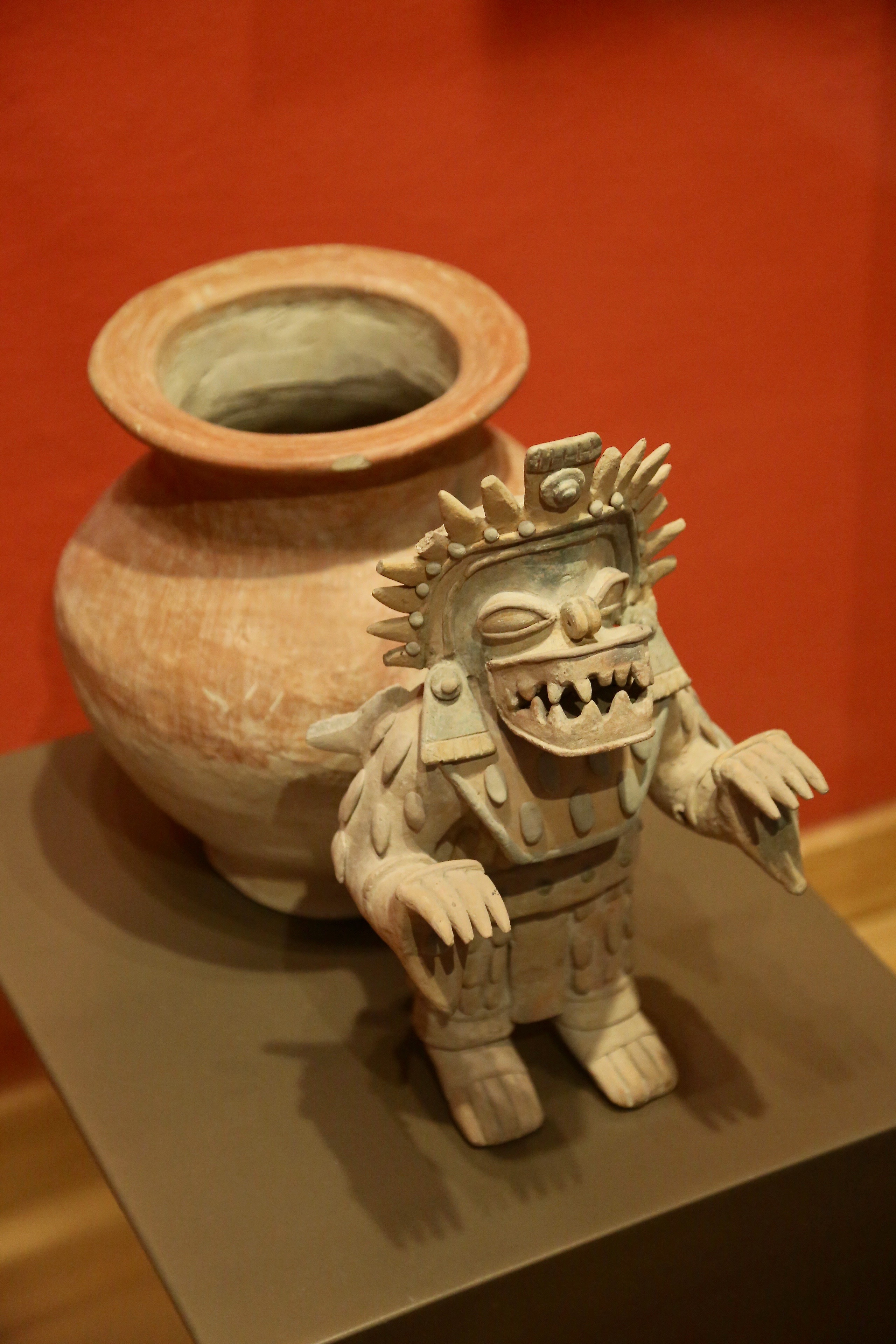
Reptil femenino, muchas veces interpretado como una iguana, con una vasija ceremonial atrás

Jama es el nombre de la deidad principal en la mitología Jama Coaque. Se cree que su nombre significa iguana, o también iguana pequeña. Dentro de la división tradicional tripartita de la realidad en la cultura Jama Coaque (cielo, tierra, inframundo), Jama habitaba en la tierra, encarnado en un shaman-sacerdote, o siendo su alter ego que surge cuando se lo invoca en rituales específicos.

## Mito
La tierra se encontraba en el medio, entre el cielo y el inframundo. Las otras dos deidades que habitaban los otros mundos eran el murciélago, que vivía en el cielo durante la noche, y el dios de la muerte que habitaba el inframundo. Se creía también que el murciélago podía habitar el inframundo temporalmente. Sin embargo, Jama, o la iguana habitaba la tierra y guiaba a la comunidad. Era la encarnación de la deidad en un shamán sacerdote que en la Cultura Jama Coaque gozaba de mucho poder, tanto político como religioso. Podía dar pena de muerte o condenar al ostracismo en ocasiones que lo ameritaba. Dio nombre a la cultura ya que los arqueólogos definieron el territorio de la cultura como el que se encontraba entre los ríos Jama y Coaque. Ahora esto está desmentido con los nuevos avances arqueológicos pero si se confirma la presencia de esta cultura en el valle de Jama.
En concreto se cree acerca de la relación con esta divinidad y el shaman-sacerdote:

Se cree que el cacique de esta cultura, llevaba el nombre de Jama que significa iguana pequeña y es quien, guió a su pueblo hasta la costa para luego internarse en la montaña, para de esta manera asegurar las provisiones derivados del mar y la tierra.
Claudio Quinde - Resignificación de los diseños y tecnologías de la cultura Jama Coaque

Esta deidad fue representada muy frecuentemente en la cerámica y presenta un cuerpo antropomorfo con rostro de reptil. Además tiene ojos caídos y un hocico rectangular dentado. Esta divinidad también está presente en la cultura Tolita donde es común verla representada con rasgos femeninos más fuertes. Jama usualmente combina al reptil con rasgos masculinos o femeninos. Se sabe además que el rol de shaman sacerdote podía ser ocupado tanto por hombres como por mujeres. Existe evidencia arqueológica de que muchas mujeres se tatuaban la piel con forma de reptiles. Estos tipos de animales son considerados como dioses telúricos o tectónicos. Habitan al mismo tiempo la tierra y el inframundo; y se relacionan con la vida.

### Relación con Itzamna
Si bien existe mucha correspondencia entre las deidades Jama Coaque con los dioses mesoamericanos, ya sea el dios murciélago con Tláloc, el dios de la muerte con Mictlatecutli, el dragón de la lluvia con Coatlicue, para el caso del dios Jama, lo lógico sería tender relaciones con la deidad Itzamna, iguana sagrada en la cultura maya. Existen muchas similitudes como su preeminencia en el panteón: ambas deidades son principales y se encuentran primero en el orden jerárquico, a Itzamna se lo relaciona más bien con el cielo y a Jama con la tierra. Esta sería la principal diferencia de ambos. Más allá de eso tanto la iguana en los mayas como en Jama coaque puede tener representaciones masculinas y femeninas, lo que permite vincularlas con la pareja primigenia de la cultura, desde donde desciende toda la estirpe. Por esta razón Jama no solo era la deidad, sino también el cacique que guía la comunidad.  

## La iguana en el litoral

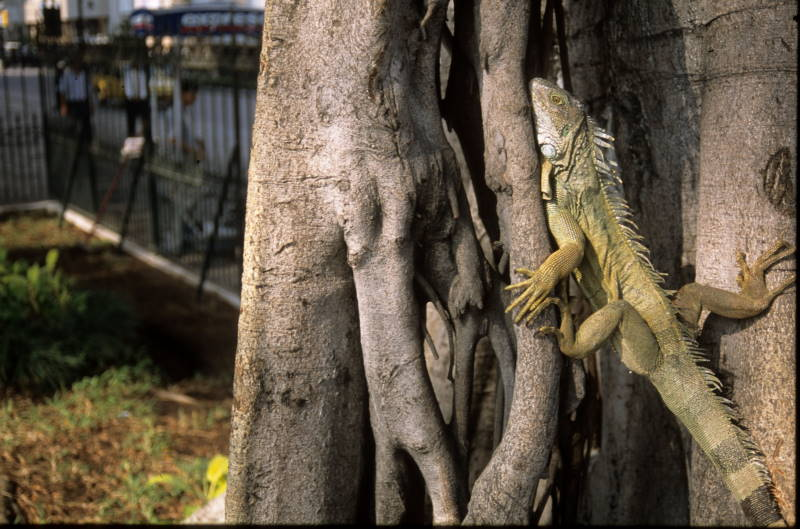
Iguana en el Parque Seminario

La cultura Jama Coaque despareció pocos años después de la conquista, se cree fruto de una erupción volcánica que diezmó la población. Sin embargo, la iguana no perdió su papel importante dentro de la vida en el litoral ecuatoriano. Era comúnmente cazada y servía de alimento para los manteños, donde también existe evidencia de que fue usada con fines medicinales, relacionado con el culto a San Biritute. Después de la evangelización y el mestizaje, la iguana siguió teniendo un papel importante en la cultura, según se puede constatar en el amorfino llamado justamente "La Iguana". Es la primera composición que existe en este género musical, desarrollado en el siglo XVIII. Con esto se llevaban a cabo danzas que imitaban el movimiento de la iguana, así como la letra de la canción hacía alusión a temáticas sexuales implícitas. Todo esto hacía que su interpretación no sea aprobada por la iglesia y forme parte de la cultura más bien secular o pagana que quedaba en el litoral.
A esto se suma la continua importancia cultural que tiene este animal en la ciudad de Guayaquil por su presencia frecuente en los ríos y manglares. Aquí existe una plaza llamada "Parque de las iguanas" donde estos animales conviven pacíficamente con los visitantes. Es una de los principales atractivos turísticos de Guayaquil y es parte de la identidad de esta ciudad. Ha sido representada en monumentos de gran escala  a lo largo de muchas ciudades, en especial de la costa de Ecuador.